# Bifara
La bifara o pifara è uno strumento a fiato popolare siciliano simile alla piva o all'oboe, ad ancia doppia di forma conica simile alla canna di una zampogna Le sue origini risalgono agli inizi del Seicento e se ne ha notizie in diverse fonti dell'epoca di autori italiani e stranieri.